# Codakia costata
Codakia costata är en musselart som först beskrevs av d'Orbigny 1842.  Codakia costata ingår i släktet Codakia och familjen Lucinidae. Inga underarter finns listade i Catalogue of Life.